# Шомино
Шомино — деревня в составе Васильевского сельского округа Пригородного сельского поселения Пошехонского района Ярославской области.

## География
Деревня расположена на берегу реки Согожа.

## Инфраструктура
Почтовое отделение №152891, расположенное в селе Андрюшино, на март 2022 года обслуживает в деревне 15 домов.

## Известные люди
В деревне родился советский футболист Николай Смирнов (1929—1981).

## Население
| 2007 | 2010 |
| ---- | ---- |
| 11   | ↘10  |